# Recherche européenne
La recherche européenne est une notion qui désigne la recherche scientifique menée au niveau européen, et en particulier dans le cadre de la Communauté européenne. 
Elle ne doit pas être confondue avec la notion d'espace européen de la recherche, qui renvoie à l'idée d'une meilleure coordination et d'une plus forte intégration de la recherche des différents pays de l'Union européenne.

## Émergence tardive

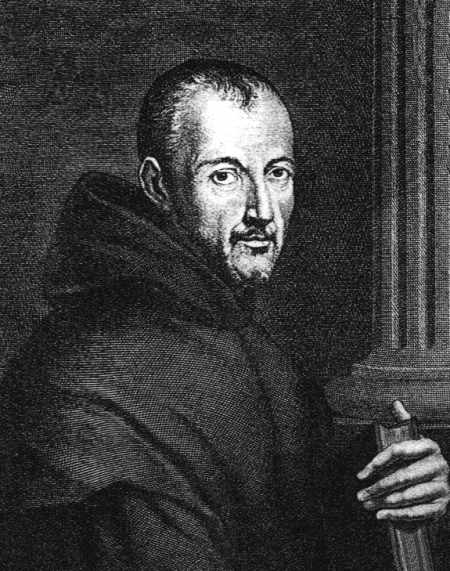
Marin Mersenne

La constitution d'une communauté savante européenne est déjà ancienne. Mersenne fut l'un de ses fondateurs, en centralisant dès le XVIIe siècle les échanges épistolaires des grandes figures de la science de son époque : Descartes, Gassendi, Pascal… Avant cela, la constitution de grands réseaux monastiques, dès le IXe siècle, permit aux savoir de circuler sur tout le continent. Cette libre circulation des connaissances, qui ne fut qu'à peine entravée par la montée des nationalismes après la Révolution française[réf. nécessaire], s'est poursuivie et développée jusqu'à nos jours.
Mais les échanges intellectuels entre les chercheurs européens n'ont cependant pas coïncidé immédiatement avec l'institutionnalisation de la coopération européenne en matière de science et de recherche scientifique. Entre le XVIIe siècle et le XIXe siècle, les nations européennes bâtissent leur propre système nationaux de recherche, notamment autour des académies, sans que soient constituées de structures scientifiques rassemblant les chercheurs européens. Comme le rappelle André Lebeau, professeur au CNAM : « l'histoire des organisations scientifiques au sein de l'ensemble européen est une histoire récente. Avant la seconde guerre mondiale, ces organisations, qu'elles soient gouvernementales ou non gouvernementales, n'existaient guère. »
Il faut donc attendre la seconde moitié du XXe siècle pour voir apparaître les premières institutions de recherche européennes, au moment où la création de la CECA initie l'intégration européenne. 

### Triple logique
L'institutionnalisation de la coopération scientifique européenne n'a pas été programmée, ni décidée par qui que ce soit ni par quoi que ce soit. En particulier, elle n'est pas principalement liée à la construction d'une Europe politique. L'analyse de la construction d'un espace commun de la recherche à sa place dans les débats théoriques sur la dynamique de l'intégration européenne (entre fonctionnalisme, néofonctionnalisme, intergouvernementalisme, etc.) qui sont encore loin d'être clos. Sans aborder ces questions théoriques, on peut retenir de cette construction qu'elle est le produit d'initiatives éparses, qui répondent à trois sortes de logiques :
- intergouvernementale, qui voit se rassembler les volontés de différents gouvernements, membres ou non de la communauté européenne, autour de grands projets de collaboration scientifique.
- interinstitutionnelle, qui voit se rapprocher directement différentes institutions scientifiques nationales (des organismes de recherche, des académies, des sociétés scientifiques, etc.) pour engager une collaboration.
- communautaire enfin, qui voit agir les institutions de la communauté européenne dans la construction d'espaces communs de recherche.

Les premières institutions scientifiques européennes, souvent créées sur la base d'initiatives privées, relèvent pour l'essentiel de la première ou de la seconde logique, selon une démarche bottom up parfois relayées par des initiatives intergouvernementales. Elles restent donc indépendantes des prémices de l'Europe de Bruxelles, tant par leurs origines que par leur statut.

### Premières briques
Ces institutions sont de plusieurs sortes : de grandes structures de recherche, de grands laboratoires, ou des structures de coordination.

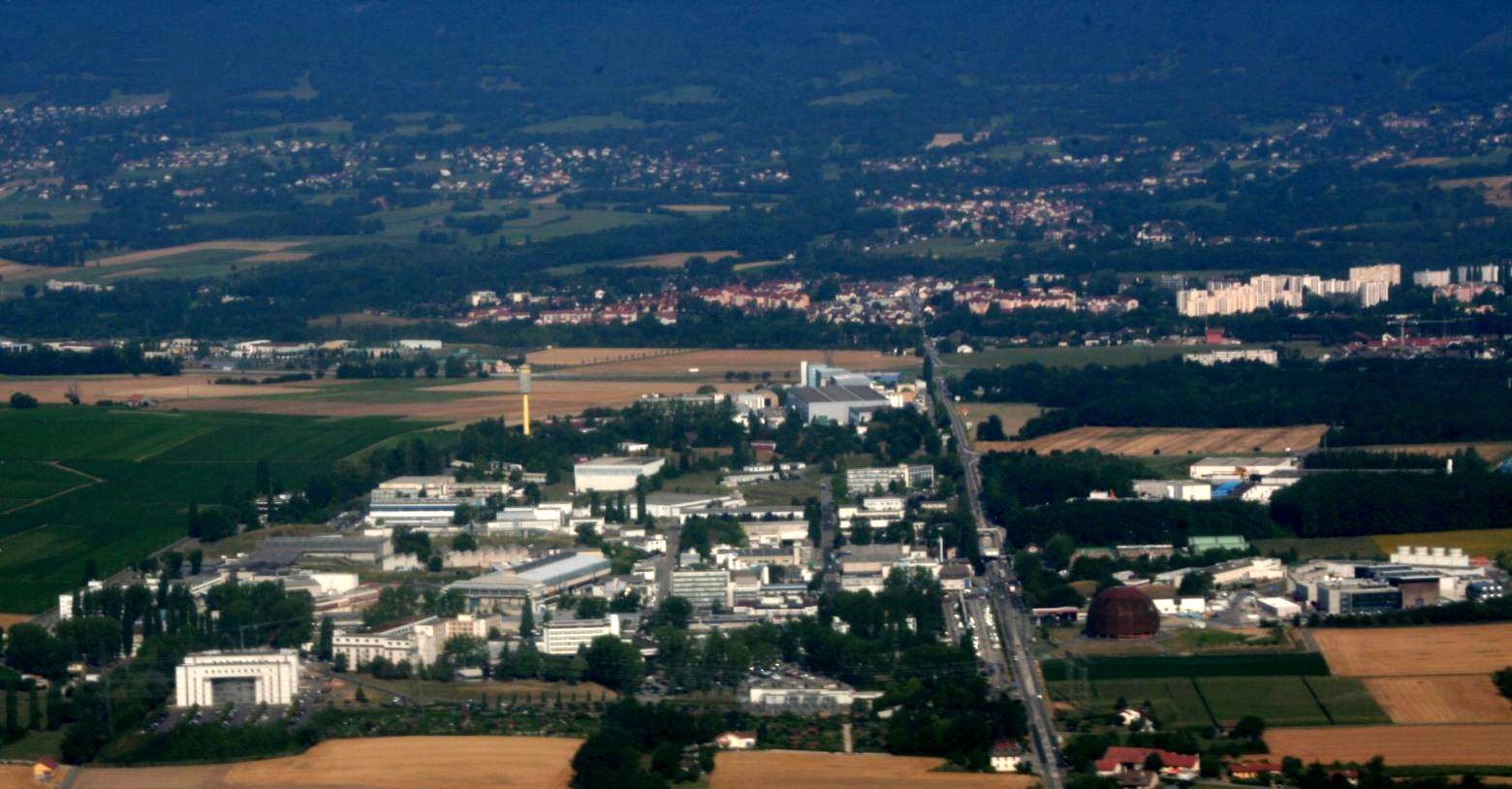
Le principal site du CERN, sur la frontière franco-suisse près de Genève

- Ainsi le CERN (Conseil européen de recherche nucléaire, aujourd'hui Organisation européenne pour la recherche nucléaire) fut-il créé en 1954 par 11 gouvernements européens, sur la base d'une idée de Louis de Broglie, en sorte de redonner à la physique européenne l'importance qui fut la sienne avant-guerre. Le CERN devint un modèle pour la création d'autres institutions de recherche européennes.

- De son côté, l'European Southern Observatory (ESO) est fondé en 1962 par un groupe de cinq pays. L'ELDO (European Launcher Development Organisation) et le CERS (Conseil européen de recherches spatiales) sont créés en 1962 par 8 pays, à l'initiative de Edoardo Amaldi et Pierre Auger, et l'ASE naîtra de leur fusion en 1974, à la suite la suite de l’échec de la fusée Europa.

- L'OEBM (Organisation européenne de biologie moléculaire), créé en 1964, est également une initiative privée, lancée lors d'une réunion de biologistes moléculaires à Ravello, en 1963[3].
- L'ILL (Institut Laue-Langevin) est créé en 1967 par la France et l'Allemagne pour développer une source de neutrons très intense affectée à la recherche civile.
- En 1970, la création du LEBM (Laboratoire européen de biologie moléculaire) relève encore d'une logique intergouvernementale, lorsqu'une dizaine de pays signent la convention établissant cette nouvelle institution.
- En 1971, sont créés par 19 pays les réseaux COST (Coopération européenne dans le domaine de la recherche scientifique et technique), qui ne sont pas sous l'autorité de la commission.

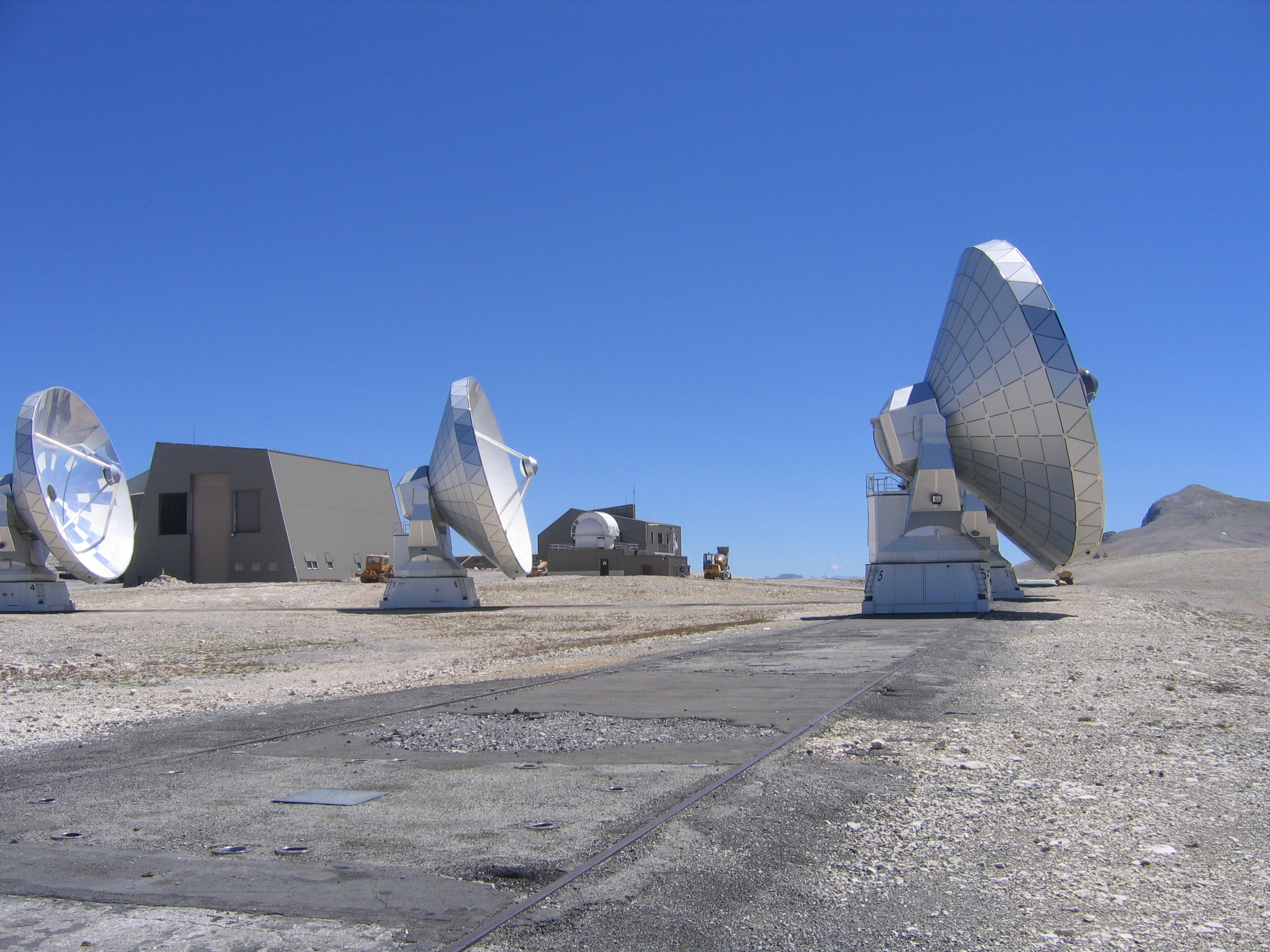
Radiotélescope dans les Alpes

- En 1974, l'ESF (European Science Foundation, ou Fondation européenne de la science) est créée par plusieurs institutions scientifiques, conseils de recherche et académies de quelques États européens pour constituer une sorte de forum indépendant des institutions de recherche, en partie en réaction préventive au projet de l'ancien commissaire à la recherche Altiero Spinelli[4], qui envisageait de développer une politique de recherche dans une logique plus fédéraliste[5]. Malgré son nom similaire à celui de la National Science Foundation américaine, il s'agissait moins d'une structure de financement à grande échelle que d'une organisation intergouvernementale de coordination[6].
- Enfin, en 1979, l'IRAM créé par l'Allemagne et la France ; ils sont rejoints plus tard par l'Espagne ; cet organisme dispose de deux observatoires astronomiques en Europe.

| Organisation | Date de création | Type                      | Initiative            | Secteur            |
| ------------ | ---------------- | ------------------------- | --------------------- | ------------------ |
| CERN         | 1953             | Centre de recherche       | Intergouvernementale  | Physique           |
| ESO          | 1962             | Centre de recherche       | Intergouvernementale  | Astronomie         |
| ELDO         | 1962             | Centre de recherche       | Intergouvernementale  | Espace             |
| ESRO         | 1962             | Centre de recherche       | Intergouvernementale  | Espace             |
| ASE          | 1974             | Centre de recherche       | Intergouvernementale  | Espace             |
| OEBM         | 1964             | Centre de recherche       | Intergouvernementale  | Biologie           |
| ILL          | 1967             | Grand instrument          | Intergouvernementale  | Physique           |
| LEBM         | 1970             | Centre de recherche       | Intergouvernementale  | Biologie           |
| COST         | 1971             | Structure de coordination | Intergouvernementale  | Multidisciplinaire |
| ESF          | 1974             | Fondation                 | Interinstitutionnelle | Multidisciplinaire |
| IRAM         | 1979             | Grand instrument          | Intergouvernementale  | Astronomie         |

Développement de la mobilité géographique intra-européenne
Revues européennes

### Prémices d'une recherche communautaire
Tandis que la recherche européenne se constitue progressivement selon des logiques intergouvernementales et interinstitutionnelle, l'Europe communautaire naissante est portée sur les fonts baptismaux sans que l'objectif d'une recherche scientifique européenne soit au cœur des préoccupations de ses pères fondateurs. Cette question apparaît cependant de manière incidente à plusieurs reprises au cours des années 1950, et sera abordée avec plus de force au cours des années 1970. 
Durant ces décennies, trois dates importantes peuvent être retenues dans l'histoire des débuts de la construction d'une recherche européenne :
- 1951, avec la CECA.
- 1957, avec le traité de Rome (TCE) et le traité Euratom.
- 1974, avec diverses mesures du Conseil européen.

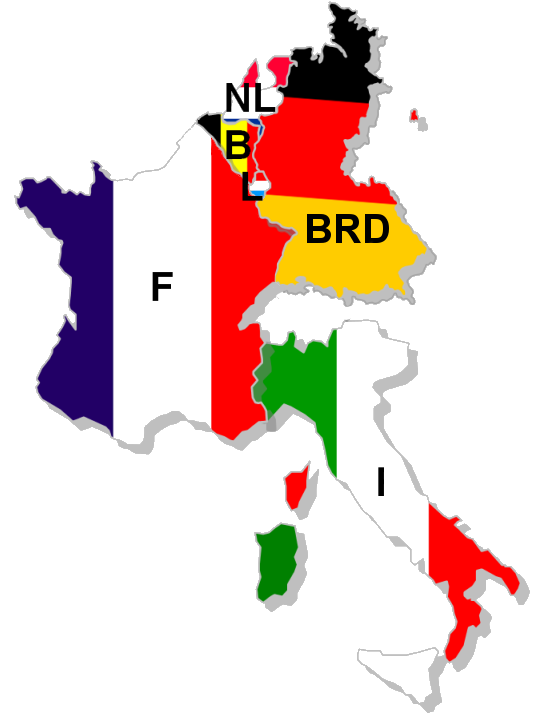

#### CECA
Le 18 avril 1951 est signé le traité instituant la Communauté européenne du charbon et de l'acier (CECA). L'article 55 attribue une compétence en matière de recherche à la Haute Autorité : Elle « doit encourager la recherche technique et économique intéressant la production et le développement de la consommation du charbon et de l'acier […].  Elle organise, à cet effet, tous contacts appropriés entre les organismes de recherche existants. [Elle] peut susciter et faciliter le développement de ces recherches : soit en provoquant un financement en commun par les entreprises intéressées ; soit en y consacrant des fonds [propres]. » Il est prévu de surcroît, toujours avec l'article 55, que la « Haute Autorité émet tous avis utiles à la diffusion des améliorations techniques, notamment en ce qui concerne les échanges de brevets et la délivrance des licences d'exploitation. » Ces dispositions restent cependant très sectorielles, en relation avec la production du charbon et de l'acier.

#### Traité de Rome et Euratom
Elles seront quelque peu élargies avec le traité de Rome signé le 25 mars 1957 (traité instituant la Communauté économique européenne, ou TCE). La question de la recherche communautaire est en effet abordée pour les questions agricoles : « Il peut notamment être prévu dans le cadre de la politique agricole commune […] une coordination efficace des efforts entrepris dans les domaines de la formation professionnelle, de la recherche et de la vulgarisation agronomique, pouvant comporter des projets ou institutions financés en commun ». Mais le TCE n'accorde pas à la Communauté de compétences en matière de recherche, qui reste donc du ressort des seules politiques nationales. Cependant, l'article 235 prévoit que, de manière générale, « si une action de la Communauté apparaît nécessaire pour réaliser, dans le fonctionnement du marché commun, l'un des objets de la Communauté, sans que le présent traité ait prévu les pouvoirs d'action requis à cet effet, le Conseil, statuant à l'unanimité sur proposition de la Commission et après consultation du Parlement européen, prend les dispositions appropriées ». Cette disposition sera mobilisée plus tard pour développer une véritable recherche communautaire.
Mais c'est véritablement le traité Euratom qui marque les débuts d'une véritable volonté d'organisation d'une politique communautaire de la recherche. Le traité institue la communauté européenne de l'énergie atomique, et met en place le centre commun de recherche nucléaire, qui deviendra en 1971 le centre commun de recherche (CCR), et est aujourd'hui une direction générale de la Commission européenne. L'article 5 de ce traité prévoit également différents dispositifs visant à coordonner les politiques de recherche dans le domaine nucléaire, et l'article 10 stipule que « la Commission peut confier par contrat l'exécution de certaines parties du programme de recherches de la Communauté à des États membres […] ainsi qu'à des États tiers. » Les dissensions politiques, économiques ou diplomatiques entre les États membres empêcheront cependant cette politique commune de voir réellement le jour, et le projet Euratom ne supplanta jamais, ni même n'influença ou n'organisa, les efforts nationaux de recherche. Le constat d'échec est dressé en 1969, dans le « Mémorandum sur l'action de coordination de la Commission conformément à l'article 5 du traité Euratom ». Reste le CCR, mais sa fonction de coordination ne parvint jamais à se développer.
Face au faible pouvoir intégrateur des structures de recherche internationales et au manque de coopération des états membres, la commission se tourne progressivement vers une politique de participation et d'association avec les laboratoires nationaux. Il s'agissait au départ de chercher des soutiens pour les programmes du CCR, mais au fil du temps il s'est agi de financer des projets nationaux, tant nucléaires que non nucléaires. La part du budget Euratom consacré au financement de laboratoires nationaux est ainsi passé de 22 % à 41 % entre le premier le second plan bi-annuel, et en 1975 il représentait près de la moitié de la dépense totale de R&D de la Communauté.

#### Constitution de la base juridique de la politique de R&D de la Communauté
Mais le projet d'une recherche communautaire reste présent. En 1972, les chefs d'État et de gouvernement, réunis à Paris les 19 et 20 octobre 1972 (au Sommet de Paris) expriment « leur volonté de promouvoir le développement d'une politique commune dans le domaine scientifique et technologique et ont constaté que cette politique implique la coordination au sein des institutions communautaires des politiques nationales et l'exécution en commun d'actions d'intérêt communautaire. »
Cette volonté politique débouchera le 14 janvier 1974, avec une résolution du Conseil européen  visant à coordonner les politiques nationales en matière de science et de technologique. Cette résolution donne en particulier naissance au CREST, Comité de la Recherche Scientifique et Technique, qui jouera un rôle dans l'organisation ultérieur de la recherche communautaire.
Au milieu des années 1970, la base juridique de la politique de R&D de la Communauté est donc constituée :
- de l'article 55 du traité CECA (recherche dans le domaine du charbon et de l'acier),
- des articles 4 à 11 du traité CEEA (recherche nucléaire),
- des articles 35 et 308 (41 et 235) du traité CE
- de la résolution du Conseil du 14 janvier 1974 relative à la coordination des politiques nationales et à la définition des actions d'intérêt communautaire dans le domaine de la science et de la technologie.

Mais la R&D n'est toujours pas une compétence de l'Union, et en 1975, la Communauté ne participe financièrement qu'à seulement 1 % des dépenses de R&D des neuf membres d'alors. Même dans les secteurs où elle concentre ses efforts, le rôle de la communauté reste marginal (10 % pour l'acier et le charbon, par exemple). Les seuls secteurs où la Communauté s'impose sont la fusion thermonucléaire et les programmes nuclear biology and health protection. 
Ce n'est qu'au cours des années 1980, avec l'institution des Programmes Cadres de Recherche et Développement, que l'Europe communautaire s'investira pleinement dans la construction d'une recherche européenne.

## Tournant du milieu des années 1980

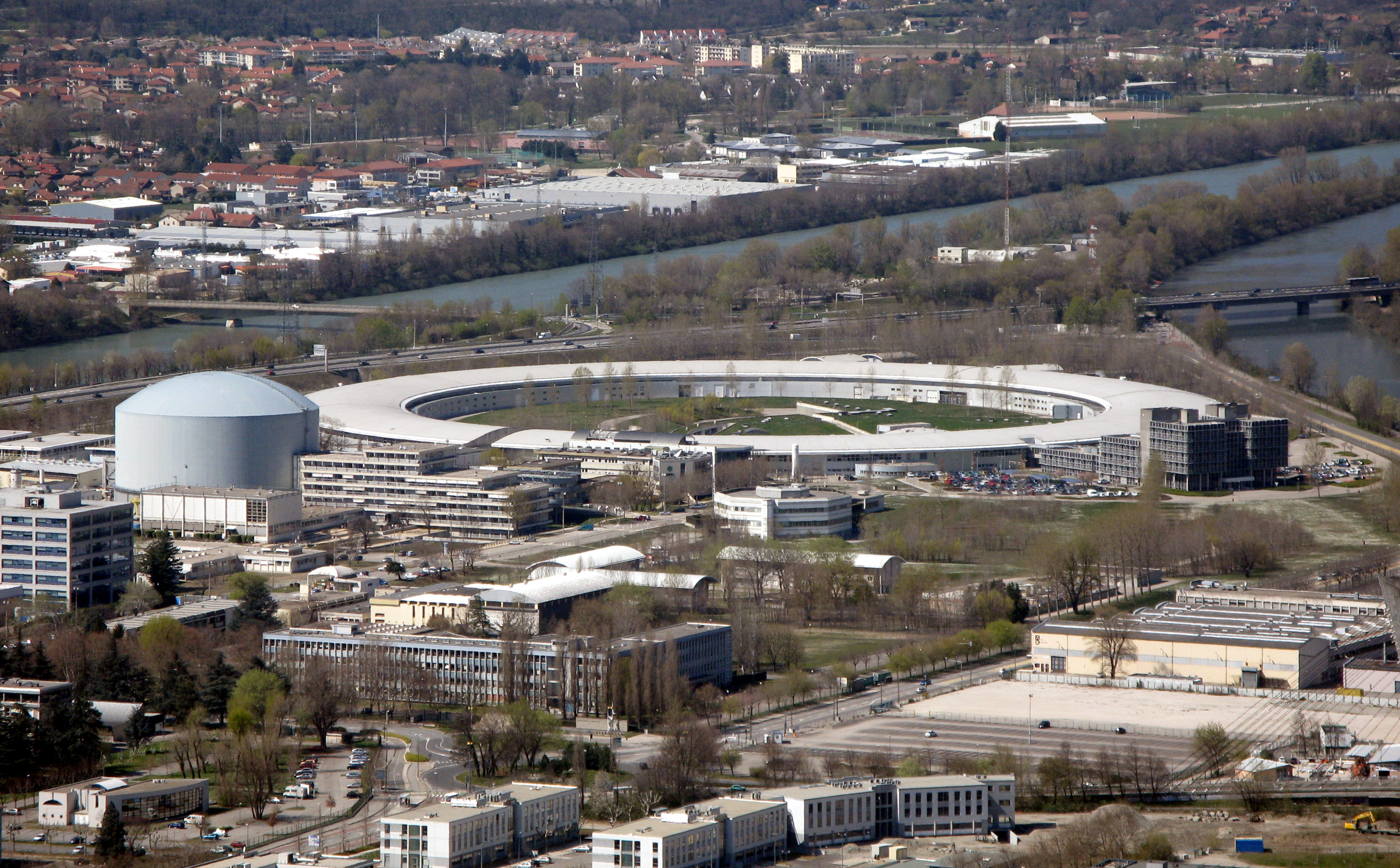
Le synchrotron européen

C'est au cours des années 1980 que commence à prendre corps une véritable recherche européenne. Au niveau communautaire, cette recherche européenne se structure autour du lancement des grands programmes (Esprit, Race), de la création des Programmes Cadres de Recherche et Développement (PCRD) et de la signature de l'Acte unique. Au niveau intergouvernementale, des dispositifs comme EUREKA et la construction de grands instruments comme l’European Synchrotron Radiation Facility à Grenoble en 1988, participent à cette structuration.

### Grands programmes
Les grands programmes lancés au cours des années 1980 visent un développement de la recherche précompétitives. Le plus connu d'entre eux est ESPRIT : « Programme stratégique européen de recherche et de développement relatif aux technologies de l'information », créé par Conseil des Communautés Européennes le 28 février 1984. Ce programme « comprend des actions de recherche et de développement précompétitives, […] exécutées au moyen de contrats à conclure avec des sociétés, […] des universités et d'autres organismes établis dans la Communauté ». Prévu pour 5 ans, s’arrêtera en 1987, et sera accompagné d'autres programmes : « Race » dans le domaine des télécommunications, « Biotechnologies »… Ils sont coordonnés dans le cadre des PCRD.

### Programmes cadres de R&D
Le 25 juillet 1983, une résolution du Conseil institue des « programmes-cadres pour des activités communautaires de recherche, de développement et de démonstration », et lance le premier programme pour la période de 1984 à 1987. L'article 2 de cette résolution, qui s'appuie notamment sur l'article 235 du TCE et sur l'avis du CREST (« Il importe de promouvoir un développement scientifique et technique équilibré au sein de la communauté »), stipule : 
« La stratégie commune dans le domaine de la science et de la technologie est définie dans des programmes-cadres présentant les objectifs scientifiques et techniques à réaliser au niveau des communautés ainsi que les critères de sélection pour les actions communautaires, les priorités relatives et les indications financières. »
Ces programmes-cadres, budgétés par la Communauté Européenne, sont des enveloppes financières distribuées aux acteurs de la recherche européenne par un mécanisme d'appel à projets. Il s'agit ainsi de concevoir un instrument au service de la construction d'une recherche communautaire plus intégrée. Les critères de sélection des projets intègrent explicitement cet objectif. Ainsi, pour le premier programme cadre, il est précisé dans la résolution que  « pour assurer sur un plan général, en fonction des objectifs scientifiques et techniques retenus, le choix des activités communautaires, il convient de consacrer, après évaluation de leur intérêt scientifique et technique, une attention spéciale aux activités qui contribuent à la définition ou à la mise en œuvre des politiques communautaires. »
Selon cette résolution, des actions de recherche communautaires peuvent être justifiées, et donc prises en charge par un programme-cadre « dans des cas où l'action présente des avantages […] par rapport aux activités nationales (publiques ou privées). » On retrouve la logique du principe de subsidiarité. Les activités concernées sont ainsi :
- les « recherches de [trop] grande envergure [pour] États membres […] »;
- les « recherches dont la réalisation en commun présente des avantages financiers évidents »;
- les « recherches qui, en raison de la complémentarité des activités partielles nationales peuvent permettre d'obtenir des résultats significatifs pour la communauté dans son ensemble […] »;
- les « recherches qui contribuent à renforcer la cohésion du marché commun et à unifier l'espace scientifique et technique européen et les recherches, là où le besoin se fait sentir, aboutissant à l'établissement de normes et standards uniformes. »

Les programmes-cadres sont élaborés par la Commission en consultation avec les États membres. La commission « élabore des propositions concernant des activités spécifiques de recherche, de développement et de démonstration », tandis que le Conseil, « sur la base de propositions présentées à cet effet par la commission et après avis de l'assemblée, [approuve] les programmes-cadres [et arrête] les décisions spécifiques des activités de recherche, de développement et de démonstration des communautés. »

### Acte unique
C'est en 1986, avec la signature de l'Acte unique, que sont posées les bases juridiques d'une véritable politique de recherche communautaire. L'article 130 F du traité attribue en effet de nouvelles compétences à l’Union : 
« La Communauté se donne pour objectif de renforcer les bases scientifiques et technologiques de l'industrie européenne et de favoriser le développement de sa compétitivité internationale. […] Dans la réalisation de ces objectifs, il est spécialement tenu compte de la relation entre l'effort commun entrepris en matière de recherche et de développement technologique, l'établissement du marché intérieur et la mise en œuvre de politiques communes notamment en matière de concurrence et d'échanges. »
Dans la poursuite de ce nouvel objectif, la Communauté s'attribue de nouvelles missions « qui complètent les actions entreprises dans les États membres » :
- La « mise en œuvre de programmes de recherche, de développement technologique et de démonstration en promouvant la coopération avec les entreprises, les centres de recherche et les universités » ;
- La « promotion de la coopération en matière de recherche, de développement technologique et de démonstration communautaires avec les pays tiers et les organisations internationales » ;
- La « diffusion et valorisation des résultats des activités en matière de recherche, de développement technologique et de démonstration communautaires » ;
- La « stimulation de la formation et de la mobilité des chercheurs de la Communauté. »

Enfin, les programmes-cadres sont pleinement intégrés au dispositif juridique constitutant la Communauté. Il est en effet explicité dans le traité qu'elle « arrête un programme-cadre pluriannuel dans lequel est repris l'ensemble de ses actions. »

### Maastricht: objectifs plus sociétaux
En 1992, le traité de Maastricht, outre l'introduction de la procédure de codécision du Conseil et du Parlement pour l'adoption des programmes-cadres, modifie sensiblement les finalités et la nature de la recherche communautaire par l’introduction d’un nouvel objectif qui aura un effet considérable dans la préparation du 4e et surtout du 5e PCRD. L’article 130 F du nouveau traité (qui deviendra l'article 163 après 1997) se lit désormais : « La Communauté a pour objectif de renforcer les bases scientifiques et technologiques de l’industrie de la Communauté et de favoriser le développement de sa compétitivité internationale, ainsi que de promouvoir les actions de recherche jugées nécessaires au titre d’autres chapitres du Traité. » L'ajout de cette dernière partie de phrase renvoie en fait à l'article 2, qui prévoit après Maastricht que « la Communauté a pour mission, par l'établissement d'un marché commun, […] de promouvoir un développement harmonieux et équilibré des activités économiques […], une croissance durable […] respectant l'environnement, […] un niveau d'emploi et de protection sociale élevé, le relèvement du niveau et de la qualité de vie […]. » Cette modification complète ainsi les objectifs économiques des politiques communautaires, et donc en particulier des politiques de R&D, avec des objectifs plus sociaux et environnementaux, absents précédents traités.

## À la fin des années 1990

### Grandes structures
Quatre grandes structures :
- EUREKA
- COST
- Grandes structures européennes
- Les PCRD

et une myriade de structures interinstitutionnelles.

### Construction d'une économie de la connaissance
Lisbonne, vers l'EER.

#### Recherche européenne encore essentiellement nationale
Encore aujourd'hui, près de 80 % de la recherche européenne est menée au niveau national[réf. nécessaire].

### Articulation des logiques intergouvernementales et communautaires
Les initiatives intergouvernementales et interinstitutionnelles continuent à enrichir l'espace commun de recherche indépendamment des structures communautaires, mais pas sans liens avec elles.

## Les institutions de la recherche européenne
On peut distinguer trois sortes d'institutions - qui sont autant d'instruments de la construction d'un espace commun de recherche - selon leurs fonctions respectives. Naturellement, il ne faut pas établir de distinction trop tranchée entre ces différentes structures. Un fond a également une fonction de coordination, ainsi qu'un grand centre de recherche européen. De même, les structures de coordination peuvent proposer des financements.

### Centres de recherche européens
Les Large Research Facilities (LRF), ou très grands équipements scientifiques (TGE).

### Réseaux et instruments de coordination
Euro-CASE (European Council of Applied Sciences, Technologies and Engineering)
L'INTAS (International Association for the Promotion of Co-operation with Scientists from the New Independent States (NIS) of the Former Soviet Union) est une association internationale indépendante formée par la Communauté Européenne, par les États membres de l'Union Européenne et par des États de l'ancien bloc soviétique, et vise à promouvoir la coopération scientifique Est-Ouest.
ALLEA (European Federation of National Academies of Sciences and Humanities)
Organisation européenne de biologie moléculaire (OEBM)
EuroScience (European Association for the Promotion of Science and Technology)

### Structures de financement européen
EuroHORCs (European Heads Of Research Councils), créé en 1992, est une association informelle des conseils nationaux de le recherche et des organisations de recherche publique non universitaires des pays membres de l'Union européenne.
L'ESF (European Science Fundation).
Les PCRD. Les PCRD constituent aujourd'hui le troisième poste budgétaire de l'Union, après la PAC et les Fonds structurels européens.
Eureka, qui représente un financement de projets correspondant à plus de 16 milliards d'euros sur 18 ans, n'est pas inclus dans le PCRD.
Aujourd'hui, l'ERC (voir ci-dessous).

### Instances européennes
CREST, DG, aujourd'hui ERC, etc.

## Recherche communautaire

### Budget de la recherche communautaire
En 2022, Maria Leptin, alors présidente du Conseil européen de la recherche, affirme que l'objectif de l'Europe était de dépenser 3% de son PIB en recherche, mais qu'elle en est seulement à 2,2%, alors que la Chine y consacre 2,4%, les États-Unis 3,45% ou Israël plus de 5%. Elle affirme que la difficulté vient de ce que chaque pays doit, en plus de la recherche européenne, contribuer à la recherche chez lui. La recherche européenne vient soutenir la recherche de chaque pays, sans s'y substituer. Des pays comme l'Allemagne, l'Autriche, la Belgique, le Danemark ou la Suède, et presque la Finlande, atteignent les 3% ; mais la Pologne, la Grèce, l'Espagne, l'Italie ou la France en sont loin. C'est aux citoyens, aux citoyennes, de prendre conscience de l'importance de la recherche, et elle pense que la pandémie de Covid-19 en Europe aura contribué à montrer combien la recherche scientifique était efficace et combien il était important de la soutenir. -.

## Recherche européenne encore insatisfaisante
Dans une communication de la commission européenne du 18 janvier 2000, communication qui sera à l'origine de l'initiative communautaire de construction d'un Espace européen de la recherche, Philippe Busquin, alors commissaire européen à la Recherche, dresse un bilan sévère de l'état de la recherche européenne.
« En Europe, la situation de la recherche est préoccupante, » écrit-il avant de détailler son diagnostic :
- Des financements insuffisants.
- Une incapacité à valoriser économiquement un fort potentiel scientifique.
- Une « fragmentation des efforts [et un] isolement [et] cloisonnement des systèmes nationaux de recherche »

## Vers une intégration renforcée: l'EER
L'EER est une proposition défendue par Philippe Busquin, commissaire européen à la recherche entre 1999 et 2004.
En janvier 2000, la Commission a adopté une communication proposant la création d’un Espace européen de la recherche (EER). Cette communication souligne notamment la nécessité d’introduire une dimension européenne dans les carrières scientifiques et de disposer de ressources humaines plus abondantes et plus mobiles. Par la suite, les Conseils européens de printemps (Lisbonne en 2000, Stockholm en 2001, Barcelone en 2002 et Bruxelles en 2003) ont entériné l’EER et défini une série d’objectifs stratégiques, dont les principaux sont définis à Lisbonne.
Deux nouveaux instruments : les Réseaux d'Excellence et les Projets Intégrés.
À Berlin, Philippe Busquin explique que l'objectif de cette initiative est de faire que l'EER soit pour la recherche européenne ce que le marché unique fut pour les échanges commerciaux

### Stratégie de Lisbonne
La stratégie de Lisbonne constitue un engagement d'apporter un renouveau économique, social et environnemental dans l'Union européenne. Les conclusions du Conseil de Lisbonne annoncent que :
« L'Union s'est aujourd'hui fixé un nouvel objectif stratégique pour la décennie à venir : devenir l'économie de la connaissance la plus compétitive et la plus dynamique du monde, capable d'une croissance économique durable accompagnée d'une amélioration quantitative et qualitative de l'emploi et d'une plus grande cohésion sociale. La réalisation de cet objectif nécessite une stratégie globale visant à […] préparer la transition vers une société et une économie fondées sur la connaissance, au moyen de politiques répondant mieux aux besoins de la société de l'information et de la R-D, ainsi que par l'accélération des réformes structurelles pour renforcer la compétitivité et l'innovation et par l'achèvement du marché intérieur […] ».

## Recherche européenne en 2007
L'Union européenne prend une place de plus en plus importante dans l'organisation du système de recherche européen.

### Conseil européen de la recherche
Le Conseil européen de la recherche est la première structure communautaire destinée à financer la recherche fondamentale, « sans obligation de collaboration transnationale sur la seule base de la qualité scientifique (« excellence ») telle qu’elle est évaluée par la « peer review ». »